# Baco (Leonardo)
Baco (en italiano, Bacco) es un cuadro atribuido a menudo al pintor renacentista italiano Leonardo da Vinci. Está pintado al óleo sobre tabla transferido a lienzo y mide 177 cm de alto y 115 cm de ancho y data del periodo 1510-1515. Se conserva en el Museo del Louvre de París (Francia).
Algunos autores han afirmado que la pintura pudo ser obra de Cesare da Sesto, Cesare Bernazzano, Francesco Melzi o un "pintor lombardo". El fondo no parece típico de la obra de Leonardo y por ello da lugar a especulaciones sobre su autoría. Actualmente se considera que es un cuadro heredado por Salai, documentado en 1625 en Fontainebleau y en 1695 en las colecciones reales francesas.

## Análisis
La obra se centra en un personaje sentado con el brazo doblado sobre el pecho, cuya mano derecha apunta hacia nuestra derecha, mientras que la izquierda señala hacia abajo. Juan, reencarnación de Elías, es el primero en anunciar (angelos) Cristo a los vivos, y a los muertos. Es un joven prácticamente desnudo de aspecto andrógino. Está colocado en una ambientación naturalística y supone una vuelta al tema de la figura clásica. La figura humana tiene un modelado suave logrado por el esfumado.
No se sabe con certeza si Leonardo pintó a Juan el Bautista en el desierto o al dios romano del vino y la embriaguez, Baco. En la colección del rey Francisco I aparecía como San Juan en el desierto. Para ser Juan el Bautista, no tiene en la mano el bastón crucífero típico de la iconografía clásica y sí lo que parece un tirso. No obstante, la ausencia de este símbolo, junto a la posición de las manos, podría indicar que sin la cruz, estás condenado al infierno, que sería a dónde está apuntando con la mano izquierda. El fondo del paisaje, además, no es propiamente un desierto, ya que aparece vegetación.
Según parte de la crítica, originariamente representaba a san Juan en el desierto, con sus atributos típicos y solo posteriormente, entre 1683 y 1695, se le añadieron la corona de pámpanos, la piel de pantera y el racimo de uvas, atributos de Baco. Ninguno de estos atributos báquicos aparecen en dos copias conocidas de la obra: una de Cesare da Sesto y otra en la iglesia de San Eustorgo de Milán; y sí aparecen, en cambio, en una derivación pintada por Andrea del Sarto y que se conserva en Worcester.
También Rafael muestra a Juan Bautista con la nébride de Baco.